# Allium wendelboanum
Allium wendelboanum — вид трав'янистих рослин родини амарилісові (Amaryllidaceae), ендемік Туреччини.

## Поширення
Поширений в азійській Туреччині.